# Bialiki
Bialiki – wieś w Polsce położona w województwie podlaskim, w powiecie kolneńskim, w gminie Kolno. 
W okresie międzywojennym stacjonowała tu placówka Straży Celnej „Bialiki”.
W latach 1975–1998 miejscowość administracyjnie należała do województwa łomżyńskiego.
Wierni kościoła rzymskokatolickiego należą do parafii Zwiastowania Najświętszej Maryi Panny w Lachowie.

## Pomniki przyrody
Na południe od Bialik znajduje się pomnik przyrody - głaz narzutowy, o obwodzie ok. 8,4m, wysokości - 1,6m, długości - 2,9m.

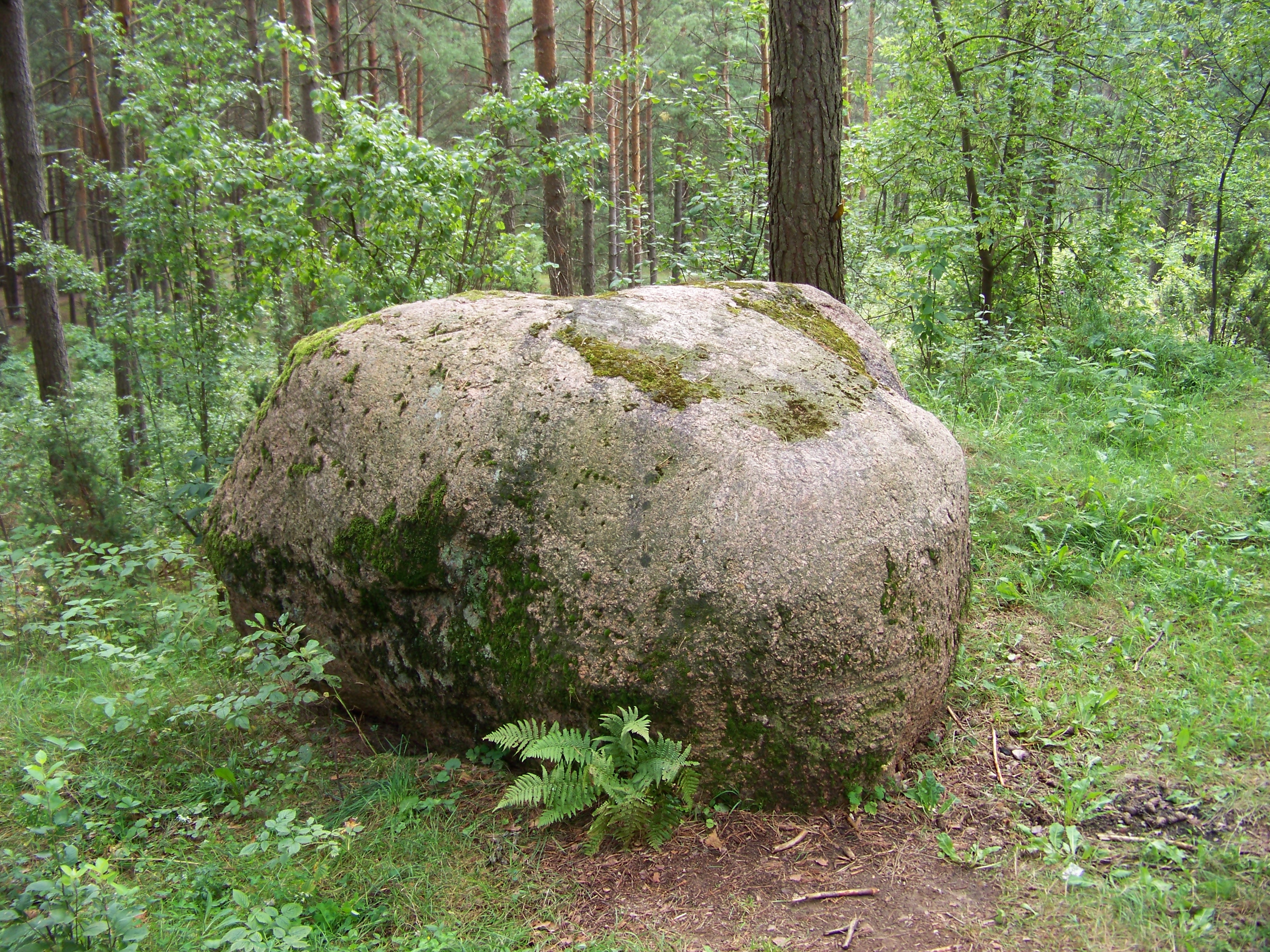
Głaz narzutowy znajdujący się na pobliskim wzgórzu na południe od wioski